# Dème de Sýros-Ermoúpoli
Le dème de Sýros-Ermoúpoli, en grec moderne : Δήμος Σύρου - Ερμούπολης / Dímos Sýrou - Ermoúpolis, est un dème d'Égée-Méridionale, en Grèce.
Selon le recensement de 2011, la population du dème s'élève à 21 507 habitants.
Il résulte de la fusion, en 2010 des anciens districts d'Áno Sýros, d'Ermoúpoli et de Possidonía.